# Розтріщеник стиснутий
Розтріщеник стиснутий (Schistidium strictum) — вид мохів порядку гріміальних (Grimmiales).

## Поширення
Батьківщиною є Європа, Північна Америка, Азія.
Населяє камені у відкритих або затінених місцях; на висотах від 0 до 400 м.

## Характеристика
Рослини у відкритих пучках або килимках, зазвичай іржаво-червоно-бурі, рідше чорні чи оливкові. Стебла 1–5(11) см. Листки прямі чи зігнуті, зазвичай складчасті під верхівкою стебла коли сухі, від вузькояйцювато-ланцетних до яйцеподібно-ланцетних, 1.4–2.8 мм; краї зазвичай загнуті прямо перед вершиною, зазвичай зубчасті дистально, 2- чи багатошарові, іноді 1-шаруваті; верхівки гострі. Статевий стан автоіктичний (чоловічі й жіночі органи на одній рослині, але на окремих гілках). Коробочка темно-червоно-бура, 0.7–1.2 мм. Спори 10–15 мкм, зернисті чи бородавчасті. Коробочки дозрівають від пізньої весни до початку літа.